# لويس توملينسون
لوي وليام توملينسون (بالإنجليزية: Louis William Tomlinson)‏ المعروف بـلوي توملينسون (بالإنجليزية: Louis Tomlinson)‏ (مواليد 24 ديسمبر 1991 –) هو مغني، وكاتب أغاني بريطاني، وعضو في الفرقة البريطانية-الأيرلندية العالمية ون دايركشن. وهو لاعب كرة قدم من شبه المحترفين، وانضم توملينسون حاليا لـنادي دونكاستر روفرز في دوري البطولة الإنجليزية لكرة القدم. إتجه نحو إطلاق مسيرة موسيقية مستقلة ومنفصلة عن الفرقة منذ انفصالها في سنة 2016، وذلك بإصداره لأغنية فقط اصمدي مع الدي جي الأمريكي ستيف أوكي في 10 ديسمبر 2016، والتي كتبها وأهداها لوالدته قبل وفاتها في نفس الشهر من نفس السنة بعد معاناة من سرطان الدم. وصلت الأغنية للمركز الثاني في تصنيف المملكة المتحدة للأغاني المنفردة، والمركز الأول في مخطط أفضل الأغاني علي آي تيونز. في 21 يوليو 2017 أصدر توملينسون أغنية العودة إليك مع المغنية الأمريكية بيبي ريكسا. وفي 1 ديسمبر 2017 أصدر أغنية أفتقدك. وفي 7 مارس 2019 أصدر أغنية كلينا، والتي كتبها عن وفاة والدته.

## نشأته

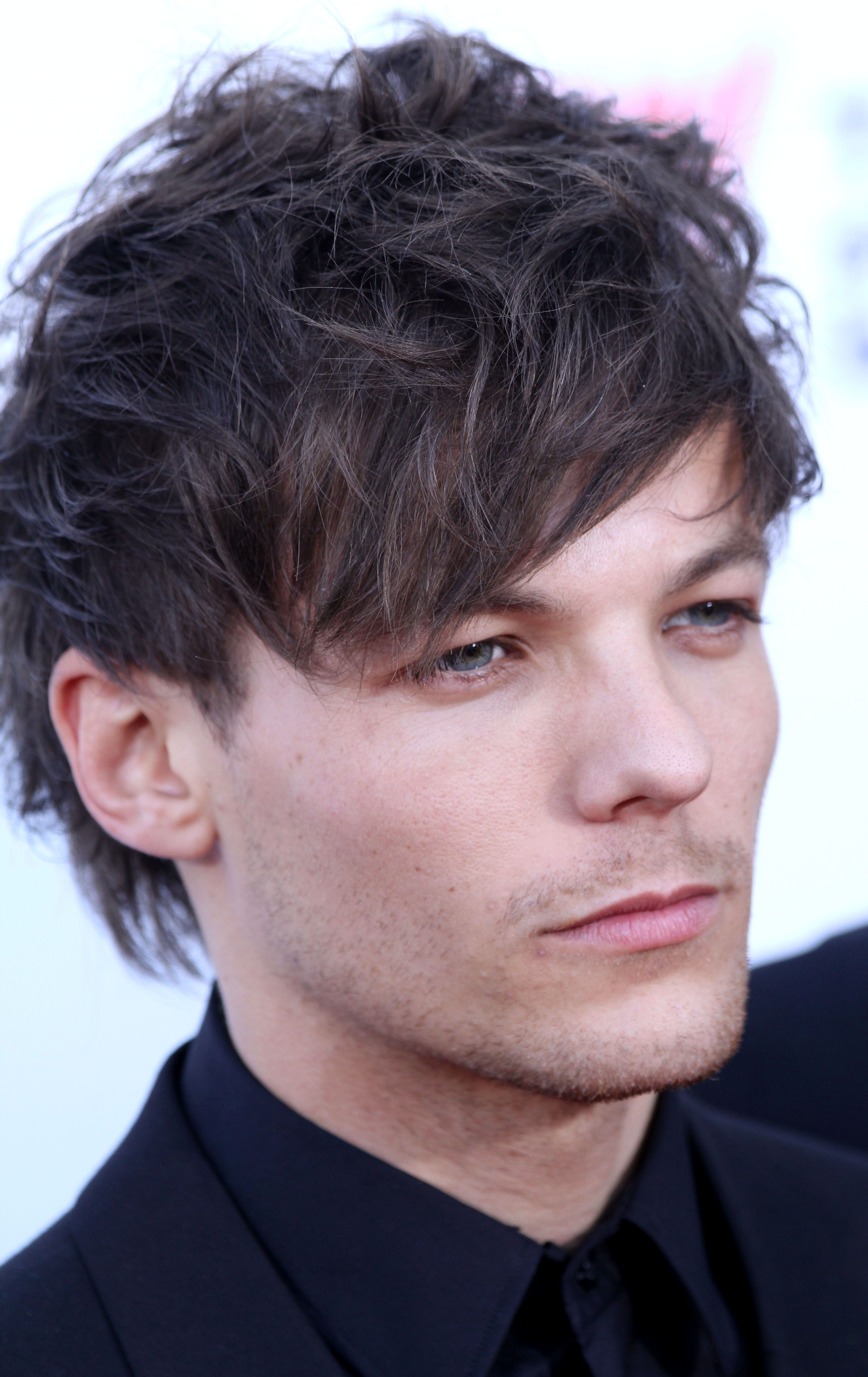
توملينسون في 2014.

ولد توملينسون في دونكاستر، جنوب يوركشير، المملكة المتحدة من والدته «جوهانا بولستون»، ووالده «تروي أوستن» الذي هجره هو ووالدته عندما كان طفلا، وأخذ لوي بعد ذلك اسم زوج والدته «مارك توملينسون». توفيت والدته في 7 ديسمبر 2016 بعد معاناة من اللوكيميا. لديه أربع أخوات من زوج والدته «مارك» وهن: «شارلوت»، التي تعرف باسم لوتي، و«فيليستي» التي تعرف باسم فيزي و «ديزي»، و«فيبي». وأخت من زوجة والده الثانية وهي «جورجيا». أنجب توملينسون في يناير 2016 ابنه «فريدي رين» من «بريانا يونجفيرث».

## ديسكوغرافيا
- 2022 - الإيمان بالمستقبل [الإنجليزية]
- 2020- جدران

- 2015 - صنع في الصباح
- 2014 - أربعة
- 2013 - ذكريات منتصف الليل
- 2012 - خذنى إلى المنزل
- 2011 - مستيقظين طوال الليل

## وصلات خارجية
لويس توملينسون على موقع IMDb (الإنجليزية)
- لويس توملينسون على موقع الموسوعة البريطانية (الإنجليزية)
- لويس توملينسون على موقع ميوزك برينز (الإنجليزية)
- لويس توملينسون على موقع إن إن دي بي (الإنجليزية)
- لويس توملينسون على موقع أول ميوزيك (الإنجليزية)
- لويس توملينسون على موقع ديسكوغز (الإنجليزية)
- لويس توملينسون على موقع قاعدة بيانات الفيلم (الإنجليزية)